# Olympische Sommerspiele 1988/Teilnehmer (Bhutan)
| Gelbes Symbol für Goldmedaillen mit stilisierten Olympischen Ringen | Graues Symbol für Silbermedaillen mit stilisierten Olympischen Ringen | Braundes Symbol für Bronzemedaillen mit stilisierten Olympischen Ringen |
| ------------------------------------------------------------------- | --------------------------------------------------------------------- | ----------------------------------------------------------------------- |
| —                                                                   | —                                                                     | —                                                                       |

Bhutan nahm an den Olympischen Sommerspielen 1988 in Seoul, Südkorea, mit einer Delegation von drei männlichen Sportlern teil.

## Teilnehmer nach Sportarten

### Bogenschießen
- Thinley Dorji
Einzel: 73. Platz
Mannschaft: 22. Platz

- Pema Tshering
Einzel: 76. Platz
Mannschaft: 22. Platz

- Jigme Tshering
Einzel: 80. Platz
Mannschaft: 22. Platz